# Badesi
Badesi (sardisk: Badèsi) er en by og en kommune (comune) i provinsen Sassari i regionen Sardinien i Italien. Byen ligger i 102 meters højde og har 1.849 indbyggere (2016). Kommunen har et areal på 31,30 km² og grænser til kommunerne Trinità d'Agultu e Vignola, Valledoria og Viddalba.